# All in My Head (Flex)
"All in My Head (Flex)" é uma canção do grupo feminino Fifth Harmony, contida em seu segundo álbum de estúdio 7/27 (2016). Conta com a participação do rapper compatriota Fetty Wap, e foi composta por este em conjunto com Benny Blanco, Julia Michaels, Daystar Peterson, Ewart Brown, Clifton Dillon, Richard Foulks, Herbert Harris, Leroy Romans, Lowell Dunbar, Brian Thompson, Handel Tucker, Tor Erik Hermansen, Mikkel S. Eriksen, Nolan Lambroza e Brian "Peoples" Garcia, sendo produzida pelos quatro últimos — com Hermansen e Eriksen sendo coletivamente creditados como Stargate, Lambroza servindo como produtor adicional sob o nome artístico de Sir Nolan e Victoria Monet encarregando-se da produção vocal. A faixa foi enviada para rádios rhythmic estadunidenses em 31 de maio de 2016, através das gravadoras Epic e Syco.

## Faixas e formatos
| Download digital |                                         |         |  |
| N.º              | Título                                  | Duração |  |
| 1.               | "All in My Head (Flex)" (com Fetty Wap) | 3:30    |  |

## Desempenho nas tabelas musicais

### Posições
| Tabela musical (2016)                            | Melhor posição |
| ------------------------------------------------ | -------------- |
| Austrália (ARIA Charts)                          | 19             |
| Bélgica (Ultratip de Flandres)                   | 27             |
| Bélgica (Ultratip da Valônia)                    | 25             |
| Canadá (Canadian Hot 100)                        | 21             |
| Escócia (The Official Charts Company)            | 25             |
| Eslováquia (Singles Digitál Top 100)             | 50             |
| Espanha (Productores de Música de España)        | 90             |
| Estados Unidos (Billboard Hot 100)               | 24             |
| Estados Unidos (Pop Songs)                       | 11             |
| Estados Unidos (Adult Pop Songs)                 | 40             |
| Hungria (Magyar Hanglemezkiadók Szövetsége)      | 9              |
| Itália (Federazione Industria Musicale Italiana) | 66             |
| Irlanda (Irish Recorded Music Association)       | 29             |
| Japão (Japan Hot 100)                            | 98             |
| Nova Zelândia (NZ Top 40 Singles)                | 8              |
| Países Baixos (MegaCharts)                       | 52             |
| Portugal (Associação Fonográfica Portuguesa)     | 47             |
| Reino Unido (UK Singles Chart)                   | 25             |
| Chéquia (Singles Digitál Top 100)                | 43             |

### Certificações
| País (Empresa)        | Certificação |
| --------------------- | ------------ |
| Austrália (ARIA)      | Platina      |
| Canadá (Music Canada) | Platina      |
| Estados Unidos (RIAA) | Platina      |
| Itália (FIMI)         | Ouro         |
| Nova Zelândia (RMNZ)  | Ouro         |
| Reino Unido (BPI)     | Prata        |

## Créditos
Todo o processo de elaboração de "All in My Head (Flex)" atribui os seguintes créditos:
Gravação
- Gravada em 2016 nos Westlake Recording Studios (Los Angeles, Califórnia), Windmark Recording (Santa Mônica, Califórnia) e The Hide Out Studios (Londres)
- Mixada nos Callanwolde Fine Arts Center (Atlanta, Geórgia)
- Masterizada nos The Mastering Place (Nova Iorque)

Publicação
- Publicada pelas empresas EMI April Music Inc. (ASCAP) em nome da EMI Music Publishing Ltd. (PRS), Matza Ball Music/Where Da Kasz At (BMI)
- Todos os direitos administrados pelas empresas Songs of Kobalt Music Publishing/Warner-Tamerlane Publishing Corp. (BMI), Songs of Universal, Inc. (BMI), Nolan Lambroza Publishing Designee (BMI) e Thanks for the Songs Richard (BMI)
- Todos os direitos pertencem às empresas Thanks for the Songs Richard (administrada pela Warner-Tamerlane Music Corp.)/Warner-Tamerlane Publishing Corp. (BMI), ZooVier Publishing/Sony/ATV Songs LLC (ASCAP), Aunt Hilda's Music (administrada pela BMG Rights Management), Universal Music Publishing, Jack Russell Music Ltd., Ixat Music (administrada pela Universal Music Publishing), Livingsting Music (administrada pela Universal Music Publishing) e Islojam Music Ltd.
- A participação de Fetty Wap é uma cortesia da 300 Entertainment e RGF Productions

Créditos de demonstração
- Contém uma porção da composição "Flex", composta por Ewart Brown, Clifton Dillon, Richard Foulks, Herbert Harris, Leroy Romans, Lowell Dunbar, Brian Thompson e Handel Tucker, publicada pelas empresas Aunt Hilda's Music (administrada pela BMG Rights Management), Universal Music Publishing, Jack Russell Music Ltd., Ixat Music (administrada pela Universal Music Publishing), Livingsting Music (administrada pela Universal Music Publishing) e Islojam Music Ltd e interpretada por Mad Cobra

Produção
| - Dinah Jane Hansen: vocalista principal, vocalista de apoio - Ally Brooke Hernandez: vocalista principal, vocalista de apoio - Lauren Jauregui: vocalista principal, vocalista de apoio - Normani Kordei: vocalista principal, vocalista de apoio - Camila Cabello: vocalista principal, vocalista de apoio - Tor Erik Hermansen: composição, instrumentação - Mikkel S. Eriksen: composição, gravação, instrumentação - Stargate: produção - Benny Blanco: composição - Brian "Peoples" Garcia: composição - Daystar Peterson: composição - Nolan Lambroza: composição, produção vocal - Victoria Monet: produção vocal - Julia Michaels: composição - Fetty Wap: composição, vocalista participante | - Ewart Brown: composição - Clifton Dillon: composição - Richard Foulks: composição - Herbert Harris: composição - Leroy Romans: composição - Lowell Dunbar: composição - Brian Thompson: composição - Handel Tucker: composição - Miles Walker: gravação - Tito Trujillo: gravação - Jason Goldberg: assistência de gravação - Phil Tan: mixagem - Daniela Rivera: assistência de mixagem - Dave Kutch: masterização |

## Histórico de lançamento
| País           | Data                | Formato           | Gravadora  |
| -------------- | ------------------- | ----------------- | ---------- |
| Estados Unidos | 30 de maio de 2016  | Rádios rhythmic   | Epic, Syco |
| Estados Unidos | 14 de junho de 2016 | Rádios mainstream | Epic, Syco |